# 池田由子
池田 由子（いけだ よしこ、1924年(大正13年) - ）は、日本の心理学者。
1947年東京女子医学専門学校（現在の東京女子医科大学）卒業。1956年「乳児院収容児の精神医学的研究」で慶應義塾大学医学博士。国立精神衛生研究所、国立精神・神経センター精神保健研究所児童精神衛生部長、聖徳学園短期大学保健センター教授、東洋大学社会学部教授。国立精神衛生研究所名誉所員。
児童精神衛生、近親相姦、児童虐待などの問題に取り組んだ。

## 著書
- 『集団精神療法の理論と実際』医学書院、1968
- 『児童精神衛生相談の実際 問題児と家族の事例研究』編著 医学書院、1977
- 『児童虐待の病理と臨床』金剛出版、1979
- 『妻が危ない 主婦の精神衛生相談』弘文堂、1984
- 『児童虐待 ゆがんだ親子関係』中公新書、1987
- 『やさしい精神衛生 保母・教諭・養護教諭のために』教育出版、1988
- 『引き裂かれた子どもたち 親の離婚と子どもの精神衛生』弘文堂、1989
- 『汝わが子を犯すなかれ 日本の近親姦と性的虐待』弘文堂、1991
- 『やさしい精神保健 保母・教諭・養護教諭のために』2版 教育出版、1993
- 『流燈』私家版、2000
- 『池田由子研究論文集 児童虐待防止法成立への取り組み』矢花芙美子、林行雄編 山王出版、2010

### 共編著
- 『心理学講座　心理療法』井村恒郎共著 中山書店、1954
- 『心理学講座 意志とその障害 心理療法』宮城音弥、井村恒郎共著 中山書店、1954
- 『教育のための精神分析』辰見敏夫、菅野重道共著 新光閣、1955
- 『精神障害児の集団療法 収容治療の新しい道』菅野重道共編著 中外医学社、1967
- 『大学浪人の心理と病理』矢花芙美子共著 金剛出版、1982
- 『現代のエスプリ 被虐待児症候群』編集　至文堂、1984
- 『中学生の精神衛生 調査と事例研究』編著 海鳴社、1986

## 論文
- 高木四郎らと共著 「ホスピタリズムの研究」 『精神衛生研究』 第2号 1954
- 井村恒郎と共著 「心理療法」 『心理学講座 7. 臨床心理学』 中山書店 1954
- 「乳児院収容児の精神医学的研究」 『精神衛生研究』 第3号 1955
- 「乳児院収容児の臨床的研究」 『心理学研究』 第26巻 5号 1956
- 「心理療法・絵画」 『現代教育心理学大系 11. 適応理論』 中山書店 1957
- 「海外における精神医学的作業療法の現況について」 『児童精神医学とその近接領域』 第6巻 2号 1965
- 「集団精神療法の発展と現況」 『精神医学』 第8巻 2号 1966
- 「集団精神療法の最近の動向」 『精神医学』 第17巻 1975
- 「児童虐待の問題について-精神衛生と福祉の立場から」 『精神医学』 第19巻 1977
- 「虐待された子ども」 『シリーズ人間と性格 8 』ブレーン出版 2001

## 参考
- 『汝わが子を犯すなかれ』『児童虐待』著者紹介
- 大泉溥 編 編『日本心理学者事典』クレス出版、2003年、73頁。ISBN 4-87733-171-9。